# SN 2005ap
SN 2005ap — надзвичайно потужна наднова типу II в галактиці SDSS J130115.12+274327.5. Це найяскравіша з наднових, що зареєстровані дотепер. Вона вдвічі яскравіша, ніж попередня володарка рекорду SN 2006gy. Її виявлено 3 березня 2005 року на неочищених оптичних знімках, зроблених за допомогою 0,45-метрового телескопа ROTSE-IIIb (Robotic Optical Transient Search Experiment), який розміщений в обсерваторії Макдональд у західному Техасі. Автором відкриття став Роберт Кімбі в рамках проекту Texas Supernova Search. Під час цих досліджень виявлено також наднову SN 2006gy. Хоча SN 2005ap відкрили раніше, ніж SN 2006gy, лише в жовтні 2007 року визначили, що вона яскравіша. Її спалах стався на відстані 4,7 мільярда світлових років від Землі і його неможливо побачити неозброєним оком.
Хоча SN 2005ap була вдвічі яскравішою на піку активності, ніж SN 2006gy, але її спалах тривав лише декілька днів, що є типовим для наднових. Між тим SN 2006gy залишалась яскравою впродовж кількох місяців, а отже загалом вона вивільнила більшу кількість енергії. На піку активності SN 2005ap була десь у 300 разів яскравішою ніж звичайна наднова типу II. Деякі астрономи припускають, що в результаті цього спалаху утворилась кваркова зоря. Кімбі припустив, що SN 2005ap належить до нового типу, відмінного від стандартних наднових типу II. Його дослідницька група виявила п'ять інших наднових, що подібні до SN 2005ap і SCP 06F6. Всі вони надзвичайно яскраві й містять меншу кількість гідрогену.